# Tysklands damlandslag i vattenpolo
Tysklands damlandslag i vattenpolo representerar Tyskland i vattenpolo på damsidan. Laget tog, som Västtyskland, brons vid Europamästerskapet 1985 och 1991.

### Fotnoter
1. ↑  Todor Krastev (16 mars 1985). ”Women Water Polo I European Championship 1985 Oslo (NOR) - 12-18.08 Winner Netherlands” (på engelska). Sport Statistics. Arkiverad från originalet den 7 februari 2015. https://web.archive.org/web/20150207185618/http://www.todor66.com/Water_Polo/Europe/Women_1985.html. Läst 4 augusti 2015.
2. ↑  Todor Krastev (16 mars 1991). ”Women Water Polo IV European Championship 1991 Athens (GRE) - 18-25.08 Winner Hungary” (på engelska). Sport Statistics. http://todor66.com/Water_Polo/Europe/Women_1991.html. Läst 4 augusti 2015.